# 开远古猿
开远禄丰古猿或禄丰古猿开远种，常称开远古猿或小龙潭古猿，是禄丰古猿属下的一个种，生存於约1,500万年前:88的中新世。

## 发现
1956年，西南地质局在云南省开远市小龙潭煤矿进行勘探工作，汪泰茂和林文善在褐煤层中发现5枚臼齿化石。1957年，云南省博物馆又在煤层内搜集到5枚牙齿；1980年和1982年又发现含12枚牙齿的上颌骨和3枚下齿。共发现有25枚古猿牙齿化石，另外发现有其他动物化石计6目13属，称为“小龙潭动物群”:26。与开远古猿同时代的哺乳动物化石有河狸、小龙潭嵌齿象、巨颌嵌齿象、四棱齿象、庆义轭齿象、河马、貘、小河猪、利齿猪、麂等:31。

## 特征
开远古猿的上牙侧门齿舌结节发达，在舌面从齿冠顶沿中轴方向向舌结方向有一粗的指状尖，将舌面分隔为近中凹和远中凹，切缘脊为角状，侧视牙冠为三角形，犬牙较窄长，齿冠长大于宽，有明显的犬齿前齿隙:30。下牙第二前臼齿齿冠为斜的平行四边形，每个边又稍向外突，宽大于长，齿冠分颊尖和舌尖，有明显的前后凹，前凹浅小，后凹深大，有明显的后座:30-31。下臼齿有5个主齿尖，齿尖较低，颊舌侧齿尖间距较宽，齿冠长大于宽:31。
小龙潭地区在中中新世至晚中新世早期形成热带雨林区，繁盛的森林为动物提供了非常丰富的食物，因而吸引了大量的哺乳动物，与森林形成了一个热带雨林型的生态系统。开远古猿即生活在这个生态系统中，以植物的果实和昆虫等为食:10。

## 研究
开远古猿发现后，其归属和地质时代曾有过一番争议。1957年，人类学家吴汝康发表论文将开远古猿定为一个新种，命名「开远森林古猿」（Dryopithecus kaiyuanensis）:84，时代定为上新世早期:1。1965年，西蒙斯和皮尔彼姆重新修订森林古猿类的属种，将腊玛古猿从中分离出来，他们在扩大腊玛古猿属的范围时，将1956年的开远古猿标本视为旁遮普腊玛古猿（Ramapithecus punjabicus）:84，1957年的标本归为西瓦古猿属中的西瓦森林（西瓦）古猿（Dryopithecus (Sivapithecus) sivalensis）和森林古猿（西瓦古猿）印度种（Dryopithecus (Sivapithecus) indicus）:19。1974年，学者张玉萍根据对同层位的猪化石的研究，将开远古猿化石层校订为中新世晚期:30。1983年，人类学家张兴永认为开远古猿是腊玛古猿属下一个独特的种，命名「开远腊玛古猿」（Ramapithecus kaiyuanensis）:18。1989年，吴汝康等认为开远古猿与禄丰古猿、元谋古猿很相似，将其归为新建立的禄丰古猿属，命名「开远禄丰古猿」（Lufengpithecus keiyuanensis）:18。1990年，张兴永等人提议将中国境内的原归为腊玛古猿属的各种类另建一新属——中国古猿属，开远古猿被命名为「开远中国古猿」（Sinopithecus kaiyuanensis）:57。但在发表的文章中没有提供严格区分开远古猿作为不同种类的形态特征，因而成为裸名，根据《国际动物命名法规》（1999, 第四版, ICZN, 131111）应为无效学名:18。
日本人类学者滨田润一推测，开远古猿很可能是由生活在距今5,000万年的缅甸类人猿进化而来，但由于化石年代差距太大，还没有足够证据证明:328-329,331。禄丰古猿属下的三个种，由于开远古猿的时代最早，蝴蝶古猿次之，禄丰古猿最晚，这三个种在系统演化上应为祖裔关系:837。
1991年，云南地质科学研究所梁其中等学者应用磁性地层极性对比的方法对云南古猿的化石进行了测算，结果表明开远小龙潭煤系的沉积时限为5.10Ma-10.00Ma，其中开远古猿化石的年代为8.30±0.10Ma:298。